# Jan Wiener

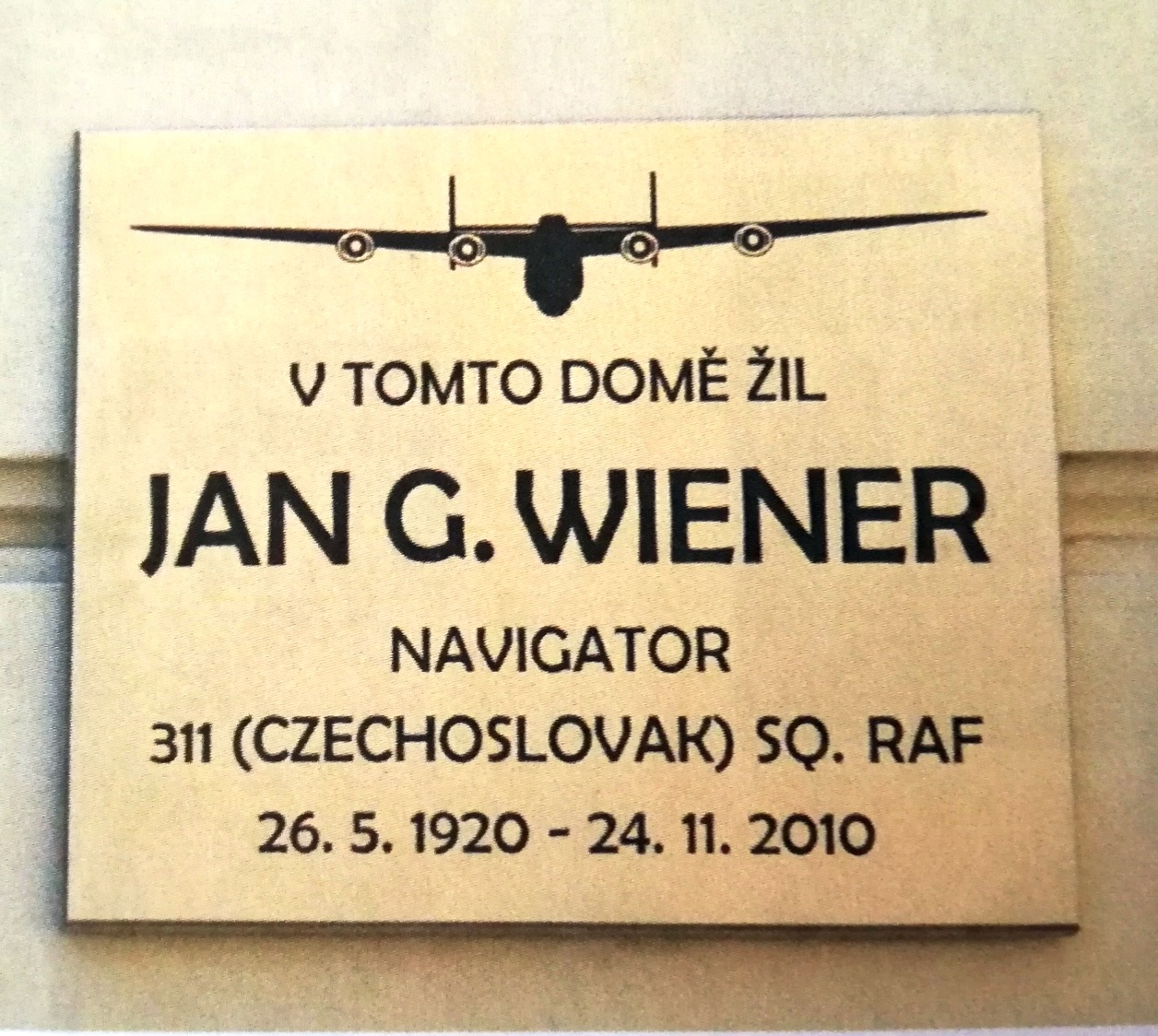
Pamětní deska na domě „U zlatých nůžek“

Jan Wiener (26. května 1920 Hamburk – 24. listopadu 2010 Praha) byl navigátor 311. perutě RAF, protinacistický odbojář, univerzitní profesor a politický vězeň 50. let v ČSR.

## Život

### Mládí
Narodil se roku 1920 v Hamburku do česko-německé židovské rodiny, kde chodil do gymnázia Johanneum. Jedním z jeho předků byl pražský rabín. Od roku 1933 rodina žila v Praze, kde pocítil český antisemitismus. V Praze navštěvoval Akademické gymnázium ve Štěpánské ulici. Chodil do Sokola, poté co byl svědkem antisemitského chování svých spolubratří, přestal spolek navštěvovat. Jeho nejoblíbenější činností byl fotbal a hlavně box, ve kterém vynikal. Kvůli fotbalu také – otcovu přání navzdory – odmítl složit náboženskou zkoušku dospělosti Bar micva, čehož posléze litoval a vykonal ji až ve svých sedmdesáti pěti letech.

### Druhá světová válka
Při všeobecné mobilizaci (ačkoliv ještě nebyl plnoletý) se dobrovolně přihlásil do armády. Jeho bratr odcestoval několik dní před okupací do Ameriky, kde získal stipendium na Harvardově univerzitě. V roce 1939 pro svůj židovský původ nebyl připuštěn k maturitě. O rok později uprchl do Jugoslávie, kde se již tou dobou nacházel jeho otec a jeho nevlastní matka. Doma zanechal svou matku a babičku. Když nacisté na Jugoslávii v dubnu 1941 zaútočili, Wienerův otec spáchal před jeho očima sebevraždu. Wiener se rozhodl přejít přes Itálii a severní Afriku, Francii až do Anglie, kde se chtěl přihlásit do československé armády. V Itálii byl zajat a vězněn v internačním táboře pro cizince. Wienerova matka zahynula v roce 1942 v terezínské Malé pevnosti. Roku 1943 po invazi spojenců na Sicílii a na jih Itálie se mu podařil opakovaný pokus o útěk z tábora. Přes Afriku se dostal do Velké Británie a zde vstoupil do československé armády.
Mezi lety 1943 a 1945 působil u 311. čs. bombardovací perutě RAF jako radionavigátor a střelec. Absolvoval desítky operačních letů. Podnikal nálety na evropská města a hlídkové lety proti německému loďstvu, především proti ponorkám nad Atlantikem, Biskajským zálivem a Severním mořem.

### Život po roce 1945
Po válce se vrátil do Československa. Byl přítomen veřejné popravy K. H. Franka. Odsuzoval poválečný odsun německého obyvatelstva. Začal studovat historii na Karlově univerzitě. Při studiu vyučoval po večerech v jazykové škole angličtinu. V roce 1946 se oženil a narodily se mu dvě děti. Po roce 1948 musel odejít ze školy, byl propuštěn ze zaměstnání v jazykové škole, byl označen za západního agenta a na více než pět let poslán na nucené práce do pracovního tábora (hutě) u Kladna. V roce 1955 byl z tábora propuštěn. Pracoval poté jako lesní dělník, byl zaměstnán i ve výzkumném ústavu. V roce 1957 se potřetí oženil.

#### Emigrace do USA
Impulsem k emigraci se stalo pozvání na oběd v roce 1960 od Eleanor Rooseveltové, která se znala s Wienerovou tetou. V roce 1965 emigroval do USA. Zde dostal s manželkou místo na škole Windsor Mountain School v městečku Lenox mezi New Yorkem a Bostonem. Rooseveltová zde byla ve správní radě školy, školu provozovala a vlastnila Wienerova teta. Pracovali zde deset let, než škola ukončila činnost. Odešel poté s manželkou do Arizony, kde dostal v rezervaci místo učitele dějin a tělocviku. Po roce 1978 přesídlil s manželkou do Německa, kde se věnoval opět výuce na soukromé škole. V roce 1985 se vrátil zpět do Ameriky. Nemohl sehnat místo a tak se nějaký čas živil fyzickou prací. Posléze opět učil – na Williams College v Massachusetts, získal zde i profesorský titul. Nakonec dostal místo v lázních, kde s manželkou působil jako horský vůdce. Během svého působení v USA vyučoval i na dalších školách.

### Život po roce 1989
Po roce 1989 se vrátil do Československa. Začal působit v Občanském fóru a stal se i jedním z poradců prezidenta Václava Havla. Žil střídavě v Massachusetts a v Praze.
Od roku 1991 působil jako hostující profesor soudobých dějin pro zahraniční studium na Filozofické fakultě Univerzity Karlovy v Praze. Přednášel také na University of New York v Praze. Jeho přednášky se týkaly holocaustu a historie střední Evropy. Své studenty bral na místa, kde se dějinné události odehrávaly.
Při příležitosti stého výročí vzniku Československé republiky představil fotograf Jadran Šetlík soubor portrétů nazvaný Galerie osobností R.A.F. Jan Wiener byl jednou z fotografovaných osobností.
Účastnil se besed se studenty.
Dle jeho přání byl po smrti jeho popel roztroušen na několika místech ve světě, např. na Starém židovském hřbitově v Praze, nad kanálem La Manche, v arizonské poušti či v Jeruzalémě.

## Autor knih
Jan Wiener se ve své spisovatelské tvorbě zabýval námětem atentátu na Reinharda Heydricha.
Napsal knihu o svém životě, která nese název Bojovník – vždy proti proudu (2007).

## Jan Wiener ve filmu
Jeho životní osudy byly zachyceny v dokumentárních filmech. Jednalo se o snímek Heleny Třeštíkové Nebe nad Evropou a televizní dokument Pavla Štingla Čtyři páry bot.
O Janu Wienerovi pojednává americký dokumentární film Fighter (Bojovník) z roku 1998. Promítal se na Mezinárodním filmovém festivalu v Karlových Varech. Film obdržel na 35. Mezinárodním filmovém festivalu Karlovy Vary v roce 2000 Zvláštní ocenění ex aequo „Za intimní a humorné zobrazení příběhu dvou silných osobností a doby, ve které žily“.
V roce 2009 byl natočen krátkometrážní americký film Son's War (Synova válka) o životě Jana Wienera.

## Ocenění
Jan Wiener byl nositelem řady československých, českých i zahraničních vyznamenání.
V roce 2001 byl vyznamenán Medailí Za zásluhy I. stupně.
V roce 2006 mu městská část Praha 18 udělila čestné občanství.
Byl nositelem Zlaté pamětní medaile Univerzity Karlovy. Udělena mu byla v roce 2008 za zásluhy v protifašistickém odboji.

### Pamětní deska
Dne 23. června 2018 byla na pražském domě „U zlatých nůžek“ odhalena pamětní deska věnovaná Janu G. Wienerovi, který před svou emigrací do USA (na přelomu 50. a 60. let 20. století) v domě bydlel a poznal zde svou třetí manželku Zuzanu.

### Vyznamenání
- Medaile Za zásluhy, I. stupeň (2001)[32]
- Československý válečný kříž 1939
- Československá medaile Za chrabrost před nepřítelem
- Záslužný kříž ministra obrany České republiky, III. stupeň
- Hvězda 1939–1945
- Africká hvězda
- Barmská hvězda[43]
- Hvězda za Francii a Německo
- Válečná medaile 1939-1945